# Matanza de Grays
El 23 de octubre de 2019, se encontraron los cuerpos de 39 vietnamitas (29 hombres, 2 niños y 8 mujeres) en el remolque de un camión frigorífico articulado en Grays, Essex, Reino Unido. El remolque había sido enviado desde el puerto de Zeebrugge, Bélgica, a Purfleet, Essex, Reino Unido, y se cree que la cabina del camión y su conductor son originarios de Irlanda del Norte. Las investigaciones están a cargo de la policía de Essex e involucran a las autoridades nacionales del Reino Unido, Bélgica, Irlanda y Vietnam. Ocho personas han sido condenadas por delitos relacionados con el incidente, incluidos cuatro hombres declarados culpables de homicidio involuntario: varias otras personas han sido arrestadas.

## El camión
La cabina del camión, una serie Scania R, se registró en Bulgaria en 2017 a nombre de una empresa propiedad de un ciudadano irlandés, pero no había regresado allí desde entonces, según el Ministerio de Relaciones Exteriores de Bulgaria. El remolque refrigerado fue alquilado el 15 de octubre a una empresa de alquiler del condado de Monaghan.  Los remolques refrigerados se pueden mantener herméticos y congelados para preservar los productos perecederos, lo que podría llevar a que un ocupante muera por asfixia o hipotermia si quedan atrapados dentro.
La cabina del camión y el remolque llegaron por separado a Purfleet, Essex, desde donde viajaron juntos la corta distancia hasta Grays. La policía cree que el taxi fue conducido desde Irlanda del Norte el 19 de octubre. Luego viajó a través de la República de Irlanda a Dublín, y desde allí por mar hasta Holyhead en Gales, desde donde fue conducido a Purfleet. El remolque se cargó en el ferry de carga Clementine en Zeebrugge en Bélgica. Los datos del GPS mostraron que había viajado anteriormente a Dunkerque y Lille en Francia y Brujas en Bélgica. Llegó a Purfleet, una ciudad con un puerto en el Támesis, alrededor de las 00:30 del 23 de octubre y fue recogido con el taxi allí aproximadamente media hora más tarde..
El presidente del puerto de Zeebrugge dijo que era "muy improbable" que los migrantes ingresaran al tráiler allí, y que romper el sello, cargar a 39 personas y volver a sellar el tráiler sin ser notados sería "prácticamente imposible

## El incidente
El 23 de octubre de 2019, poco después de las 01:40 BST, el personal del Servicio de Ambulancias del Este de Inglaterra que respondía a una llamada al 999 realizada por el conductor, Maurice Robinson, encontró 39 cuerpos en un camión articulado refrigerado. El camión estaba en Eastern Avenue en el parque industrial Waterglade en Grays, Essex. El servicio de ambulancias informó a la policía de Essex, que llegó poco después.
Poco después de la llegada de la policía, Eastern Avenue se cerró y no se volvió a abrir por completo hasta el 25 de octubre. El conductor del camión era un hombre de 25 años de Portadown, Condado de Armagh, Irlanda del Norte. Fue arrestado en el lugar bajo sospecha de asesinato.

## Víctimas
El servicio de ambulancias dijo que las 39 personas estaban muertas antes de su llegada y que no se pudieron realizar intentos de reanimación [4]. Los fallecidos —31 hombres y 8 mujeres— incluían 10 adolescentes; los 2 más jóvenes eran chicos de 15 años.
Se cree que fueron víctimas de la trata de personas (por ejemplo, como trabajadores forzosos), migrantes que pagaron a traficantes para trasladarlos al Reino Unido, o ambos. Los traficantes a menudo obligan a los migrantes a reducir el costo del viaje en condiciones de esclavitud. Ha habido una serie de incidentes en los que los migrantes a Europa murieron o resultaron heridos como resultado de métodos de transporte peligrosos. En un incidente en Dover en junio de 2000, 58 ciudadanos chinos murieron en circunstancias similares.
El 23 de noviembre, se informó que uno de los adolescentes hallados posteriormente muertos había desaparecido de un centro de asilo en los Países Bajos. El 11 de febrero de 2020, la policía de Essex dijo que las autopsias indicaron una combinación de hipoxia e hipertermia como causas provisionales de muerte.

## Investigación
Se inició una investigación por asesinato en la mañana del día del descubrimiento. La investigación fue la "mayor identificación de víctimas de muerte masiva" en la historia de la policía de Essex. La Agencia Nacional del Crimen sugirió que el crimen organizado podría estar involucrado. La investigación está a cargo del inspector jefe detective Daniel Stoten, un oficial investigador superior de la Dirección de Delitos Graves de Kent y Essex.
El camión y los cadáveres fueron trasladados de la escena a un lugar seguro en Tilbury Docks, otro puerto cercano en el Támesis, para continuar la investigación. Posteriormente, la policía trasladó los cuerpos a un depósito de cadáveres en el Hospital Broomfield en Chelmsford para realizar autopsias.
Taoiseach Leo Varadkar habló en Dáil Éireann y dijo que las autoridades irlandesas investigarían cualquier participación relacionada con su país. En la noche del 23 de octubre, la fiscalía belga anunció que también investigaría el tránsito del camión por su país. La policía sospecha que podría estar involucrada una red de tráfico de personas irlandesa que ha estado bajo investigación durante aproximadamente un año.
El 24 de octubre, el Evening Standard especuló que el remolque había viajado desde los Países Bajos antes de su salida de Bélgica. La policía británica también registró dos propiedades en Irlanda del Norte. Las autoridades belgas dijeron que las personas quedaron atrapadas en el remolque durante al menos 10 horas.